# Mauna Loa

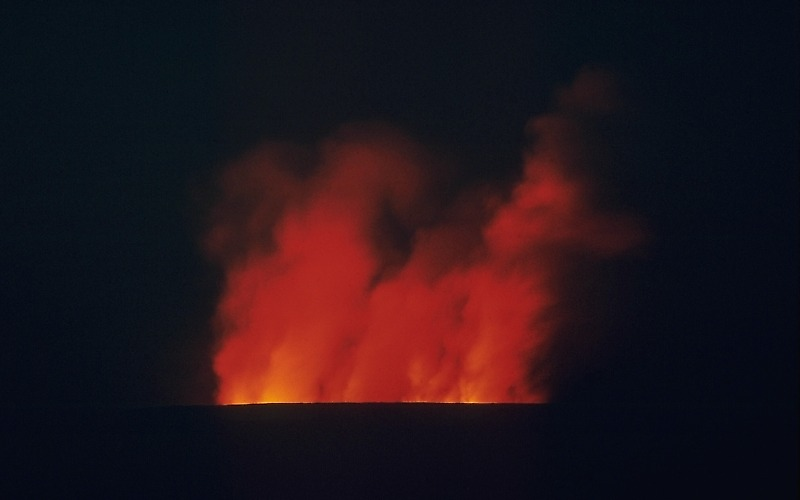
1984 års utbrott

Mauna Loa är en aktiv sköldvulkan på ön Hawaii (även kallad Big Island) i ögruppen Hawaii. Den är jordens största vulkan; och även jordens största berg, med en volym på totalt 75 000 km3, och höjd på totalt 4 170 meter över havet. Eftersom den börjar under vattnet är den egentligen 9 170 meter hög vilket gör den högre än Mount Everest och till världens näst högsta berg efter vulkanen Mauna Kea på samma ö.

## Utbrott
Såvitt man vet dokumenterade hawaiianerna inte vulkanutbrott; därför skedde det första kända utbrottet först i januari 1843. Sedan dess har Mauna Loa haft 33 utbrott; det senaste år 2022.

## Observatorium
På vulkanens topp finns ett observatorium som bland annat mäter andelen växthusgaser i atmosfären. Till exempel utfördes mätningar som resulterade i linjediagrammet keelingkurvan. Trumps andra kabinett tänker inte längre stödja observatoriets forskning från och med året 2026.